# モンテカッシアーノ
モンテカッシアーノ（伊: Montecassiano）は、イタリア共和国マルケ州マチェラータ県にある、人口約6,800人の基礎自治体（コムーネ）。

## 地理

### 位置・広がり
マチェラータ県のコムーネ。県都マチェラータから北へ7kmの距離にある。

#### 隣接コムーネ
隣接するコムーネは以下の通り。
- アッピニャーノ
- マチェラータ
- モンテファーノ
- レカナーティ

### 気候分類・地震分類
モンテカッシアーノにおけるイタリアの気候分類 (it) および度日は、zona D, 1898 GGである。
また、イタリアの地震リスク階級 (it) では、zona 2 (sismicità media) に分類される。

## 行政

### 分離集落
モンテカッシアーノには、以下の分離集落（フラツィオーネ）がある。
- Sant'Egidio, Sambucheto, Vallecascia, Vissani

## 文化・観光
「イタリアの最も美しい村」クラブ加盟コムーネである。